# Campionati del mondo di corsa campestre 1995
Il XXIII Campionato mondiale di corsa campestre si è disputato a Durham, in Inghilterra, il 25 marzo 1995 all'Università di Durham. Vi hanno preso parte 619 atleti in rappresentanza di 58 nazioni. Il titolo maschile è stato vinto da Paul Tergat mentre quello femminile da Derartu Tulu.

## Nazioni partecipanti
Qui sotto sono elencate le nazioni che hanno partecipato a questi campionati (tra parentesi il numero degli atleti per ciascuna nazione):
- Algeria (6)
- Australia (13)
- Bielorussia (6)
- Belgio (15)
- Botswana (7)
- Brasile (20)
- Canada (22)
- Rep. Ceca (5)
- Cina (7)
- Colombia (18)
- Croazia (8)
- Danimarca (7)
- Egitto (2)
- Governo di transizione dell'Etiopia (27)
- Finlandia (5)
- Francia (27)
- Germania (6)
- Giamaica (6)
- Giappone (20)
- Gran Bretagna (27)

- Hong Kong (1)
- Irlanda (13)
- Islanda (1)
- Israele (3)
- Italia (27)
- Jugoslavia (3)
- Kazakistan (8)
- Kenya (27)
- Kirghizistan (4)
- Lituania (2)
- Malta (8)
- Marocco (15)
- Mauritius (9)
- Moldavia (2)
- Namibia (3)
- Nuova Zelanda (5)
- Paesi Bassi (12)
- Paraguay (1)
- Portogallo (18)

- Porto Rico (6)
- Romania (14)
- Russia (13)
- Seychelles (7)
- Sierra Leone (1)
- Slovacchia (1)
- Sudafrica (27)
- Spagna (27)
- Stati Uniti (27)
- Svizzera (10)
- Taipei cinese (4)
- Tanzania (10)
- Turkmenistan (4)
- Ucraina (18)
- Ungheria (6)
- Uzbekistan (7)
- Yemen (11)
- Zaire (1)
- Zimbabwe (9)

## Risultati

### Individuale (uomini seniores)
| Pos. | Atleta             | Nazione                             | Tempo (m's") |
| ---- | ------------------ | ----------------------------------- | ------------ |
|      | Paul Tergat        | Kenya                               | 34'05"       |
|      | Ismael Kirui       | Kenya                               | 34'13"       |
|      | Salah Hissou       | Marocco                             | 34'14"       |
| 4    | Haile Gebrselassie | Governo di transizione dell'Etiopia | 34'26"       |
| 5    | Brahim Lahlafi     | Marocco                             | 34'34"       |
| 6    | Paulo Guerra       | Portogallo                          | 34'38"       |
| 7    | James Songok       | Kenya                               | 34'41"       |
| 8    | Simon Chemoiywo    | Kenya                               | 34'46"       |
| 9    | Todd Williams      | Stati Uniti                         | 34'47"       |
| 10   | Martín Fiz         | Spagna                              | 34'50"       |
| 11   | Elarbi Khattabi    | Marocco                             | 34'55"       |
| 12   | Abdelaziz Sahere   | Marocco                             | 35'00"       |

### Squadre (uomini seniores)
| Paul Tergat       | 1     |
| Ismael Kirui      | 2     |
| James Songok      | 7     |
| Simon Chemoiywo   | 8     |
| Julius Ondieki    | 15    |
| William Kiptum    | 29    |
| (Simeon Rono)     | (30)  |
| (Gideon Chirchir) | (67)  |
| (Dominic Kirui)   | (142) |

| Salah Hissou         | 3     |
| Brahim Lahlafi       | 5     |
| Elarbi Khattabi      | 11    |
| Abdelaziz Sahere     | 12    |
| Hammou Boutayeb      | 39    |
| Mustapha Bamouh      | 41    |
| (Abderrahim Zitouna) | (76)  |
| (Larbi Zéroual)      | (DNF) |

| Martín Fiz          | 10   |
| José Manuel García  | 13   |
| José Carlos Adán    | 18   |
| Antonio Serrano     | 19   |
| Alejandro Gómez     | 28   |
| Antonio Pérez       | 32   |
| (Julio Rey)         | (36) |
| (Bartolomé Serrano) | (48) |
| (Abel Antón)        | (78) |

- Nota: gli atleti tra parentesi non hanno concorso al punteggio totale della squadra

### Individuale (uomini under 20)
| Pos. | Atleta             | Nazione                             | Tempo (m's") |
| ---- | ------------------ | ----------------------------------- | ------------ |
|      | Assefa Mezegebu    | Governo di transizione dell'Etiopia | 24'12"       |
|      | Dejene Lidetu      | Governo di transizione dell'Etiopia | 24'14"       |
|      | David Chelule      | Kenya                               | 24'16"       |
| 4    | Andrew Panga       | Tanzania                            | 24'19"       |
| 5    | Philip Mosima      | Kenya                               | 24'23"       |
| 6    | Abreham Tsige      | Governo di transizione dell'Etiopia | 24'40"       |
| 7    | Hezron Otwori      | Kenya                               | 24'43"       |
| 8    | Mark Bett          | Kenya                               | 24'48"       |
| 9    | Sammy Kipruto      | Kenya                               | 24'58"       |
| 10   | Christopher Kelong | Kenya                               | 25'02"       |
| 11   | John Morapedi      | Sudafrica                           | 25'04"       |
| 12   | Marko Hwahu        | Tanzania                            | 25'04"       |

### Squadre (uomini under 20)
| David Chelule        | 3    |
| Philip Mosima        | 5    |
| Hezron Otwori        | 7    |
| Mark Bett            | 8    |
| (Sammy Kipruto)      | (9)  |
| (Christopher Kelong) | (10) |

| Assefa Mezegebu | 1    |
| Dejene Lidetu   | 2    |
| Abreham Tsige   | 6    |
| Lemma Bonsa     | 16   |
| (Mizan Mehari)  | (23) |
| (Mohamed Awol)  | (30) |

| Mohamed El Hattab    | 15   |
| Mohamed Amyn         | 17   |
| Abderrahman Chmaiti  | 19   |
| Abdelilah El Marrafe | 21   |
| (Abderrahim Goumri)  | (25) |
| (Ahmed Ezzobayry)    | (38) |

- Nota: gli atleti tra parentesi non hanno concorso al punteggio totale della squadra

### Individuale (donne seniores)
| Pos. | Atleta              | Nazione                             | Tempo (m's") |
| ---- | ------------------- | ----------------------------------- | ------------ |
|      | Derartu Tulu        | Governo di transizione dell'Etiopia | 20'21"       |
|      | Catherina McKiernan | Irlanda                             | 20'29"       |
|      | Sally Barsosio      | Kenya                               | 20'39"       |
| 4    | Margaret Ngotho     | Kenya                               | 20'40"       |
| 5    | Gete Wami           | Governo di transizione dell'Etiopia | 20'49"       |
| 6    | Joan Nesbit         | Stati Uniti                         | 20'50"       |
| 7    | Merima Denboba      | Governo di transizione dell'Etiopia | 20'53"       |
| 8    | Rose Cheruiyot      | Kenya                               | 20'54"       |
| 9    | Albertina Dias      | Portogallo                          | 20'56"       |
| 10   | Gabriela Szabó      | Romania                             | 20'57"       |
| 11   | Catherine Kirui     | Kenya                               | 20'58"       |
| 12   | Zahra Ouaziz        | Marocco                             | 21'06"       |

### Squadre (donne seniores)
| Sally Barsosio     | 3    |
| Margaret Ngotho    | 4    |
| Rose Cheruiyot     | 8    |
| Catherine Kirui    | 11   |
| (Hellen Kimaiyo)   | (17) |
| (Hellen Chepngeno) | (27) |

| Derartu Tulu         | 1    |
| Gete Wami            | 5    |
| Merima Denboba       | 7    |
| Askale Bereda        | 25   |
| (Genet Gebregiorgis) | (26) |
| (Getenesh Urge)      | (77) |

| Gabriela Szabó     | 10   |
| Tudorita Chidu     | 22   |
| Elena Fidatof      | 23   |
| Iulia Negura       | 29   |
| (Cristina Misaros) | (30) |
| (Daniela Bran)     | (85) |

- Nota: gli atleti tra parentesi non hanno concorso al punteggio totale della squadra

### Individuale (donne under 20)
| Pos. | Atleta              | Nazione                             | Tempo (m's") |
| ---- | ------------------- | ----------------------------------- | ------------ |
|      | Annemari Sandell    | Finlandia                           | 14'04"       |
|      | Jebiwot Keitany     | Kenya                               | 14'09"       |
|      | Nancy Kipron        | Kenya                               | 14'17"       |
| 4    | Jepkorir Ayabei     | Kenya                               | 14'21"       |
| 5    | Birhan Dagne        | Governo di transizione dell'Etiopia | 14'25"       |
| 6    | Anita Weyermann     | Svizzera                            | 14'25"       |
| 7    | Alemitu Bekele      | Governo di transizione dell'Etiopia | 14'26"       |
| 8    | Yimenashu Taye      | Governo di transizione dell'Etiopia | 14'27"       |
| 9    | Elizabeth Cheptanui | Kenya                               | 14'28"       |
| 10   | Pamela Chepchumba   | Kenya                               | 14'31"       |
| 11   | Ayelech Worku       | Governo di transizione dell'Etiopia | 14'33"       |
| 12   | Chiemi Takahashi    | Giappone                            | 14'39"       |

### Squadre (donne under 20)
| Jebiwot Keitany     | 2    |
| Nancy Kipron        | 3    |
| Jepkorir Ayabei     | 4    |
| Elizabeth Cheptanui | 9    |
| (Pamela Chepchumba) | (10) |
| (Helen Kimutai)     | (14) |

| Birhan Dagne       | 5    |
| Alemitu Bekele     | 7    |
| Yimenashu Taye     | 8    |
| Ayelech Worku      | 11   |
| (Getenesh Tamirat) | (18) |

| Chiemi Takahashi | 12   |
| Miwa Sugawara    | 13   |
| Yoshiko Ichikawa | 15   |
| Masako Chiba     | 16   |
| (Ari Ichihashi)  | (21) |
| (Taeko Igarashi) | (23) |

- Nota: gli atleti tra parentesi non hanno concorso al punteggio totale della squadra

## Medagliere
Legenda
     Paese ospitante
| Posizione | Paese                               | Oro | Argento | Bronzo | Totale |
| --------- | ----------------------------------- | --- | ------- | ------ | ------ |
| 1         | Kenya                               | 5   | 2       | 3      | 10     |
| 2         | Governo di transizione dell'Etiopia | 2   | 4       | 0      | 6      |
| 3         | Finlandia                           | 1   | 0       | 0      | 1      |
| 4         | Marocco                             | 0   | 1       | 2      | 3      |
| 5         | Irlanda                             | 0   | 1       | 0      | 1      |
| 6         | Giappone                            | 0   | 0       | 1      | 1      |
| 6         | Romania                             | 0   | 0       | 1      | 1      |
| 6         | Spagna                              | 0   | 0       | 1      | 1      |
| Totale    | Totale                              | 8   | 8       | 8      | 24     |